# レクサス・UX
UX（ユーエックス、Lexus UX）は、トヨタ自動車が展開する高級車ブランド「レクサス」が販売するコンパクトサイズクロスオーバーSUVである。生産は福岡県宮若市にあるトヨタ自動車九州宮田工場が担当。

## 概要
2016年にコンセプトカー『UX Concept』が公開され、2018年11月27日に日本で市販車として発売された。
トヨタブランドのコンパクトクロスオーバーSUVであるC-HRをベースに開発された、LX、GX、RX、NXに続く末弟のSUVにあたり、同時にレクサス最小のSUVでもある。レクサスSUVのエントリーモデルとしての役割を担う。レクサスのデザインアイコンであるスピンドルグリルの採用はいわずもがな、矢印型デイライトはヘッドライトユニット上部に組み込まれた形となった。左右のテールランプは両端をフィン形状としレーシングカーのリアウイングをイメージさせた。レクサスはこれを「エアロスタビライジングブレードライト」と称している。なお近年のレクサスの多くの車種に採用されている、シーケンシャル（連鎖点灯式）ウインカーは採用されていない。
レクサス初の女性チーフエンジニアの主導によって開発が進められており、女性にも乗り降りしやすく、小回りが利く車をめざして開発が進められた。そのため、燃費が良く、またSUVでありながら立体駐車場での駐車などを考慮し、UXの車高は1,540mmに抑えられている。
| モデル           | エンジン・ 電気モーター | 排気量 (cc)      | タイプ             | トランスミッション                          | 最高出力 (kW (PS)/rpm) | 最大トルク (Nm (kgm)/rpm)  | 備考                    |
| ガソリンエンジン | ガソリンエンジン        | ガソリンエンジン | ガソリンエンジン   | ガソリンエンジン                            | ガソリンエンジン       | ガソリンエンジン           | ガソリンエンジン        |
| ---------------- | ----------------------- | ---------------- | ------------------ | ------------------------------------------- | ---------------------- | -------------------------- | ----------------------- |
| UX200            | M20A-FKS型              | 1,986            | 直列4気筒 直噴DOHC | Direct Shift-CVT (ギヤ機構付自動無段変速機) | 128 (174) / 6,600      | 209 (21.3) / 4,000 - 5,200 | 無鉛プレミアムガソリン  |
| ハイブリッド     |                         |                  |                    |                                             |                        |                            |                         |
| UX250h           | M20A-FXS型              | 1,986            | 直列4気筒 直噴DOHC | 電気式無段変速機                            | 107 (145) / 6,000      | 188 (19.2) / 4,400         |                         |
| UX250h           | 3NM型                   | -                | 交流同期電動機     | 電気式無段変速機                            | 80 (109)               | 202 (20.6)                 | フロントモーター        |
| UX250h           | 1MM型                   | -                | 交流同期電動機     | 電気式無段変速機                            | 5 (7)                  | 55 (5.6)                   | リヤモーター（AWDのみ） |
| UX250h           | システム最高出力        | -                | -                  | 電気式無段変速機                            | 135 (184)              |                            |                         |
| UX300h           | M20A-FXS型              | 1,986            | 直列4気筒 直噴DOHC | 電気式無段変速機                            | 112(152)/6,000         | 188 (19.2) / 4,400~5,200   |                         |
| UX300h           | 1VM型                   | -                | 交流同期電動機     | 電気式無段変速機                            | 83 (113)               | 206 (21.0)                 | フロントモーター        |
| UX300h           | 1WM型                   | -                | 交流同期電動機     | 電気式無段変速機                            | 30 (41)                | 84 (8.6)                   | リヤモーター（AWDのみ） |
| UX300h           | システム最高出力        | -                | -                  | 電気式無段変速機                            | 146 (199)              |                            |                         |
| UX300e           | 4KM型                   | -                | 交流同期電動機     | 電気式無段変速機                            | 150 (204) / 6,250      | 300 (30.6) / 0 - 1,250     |                         |

## 年表

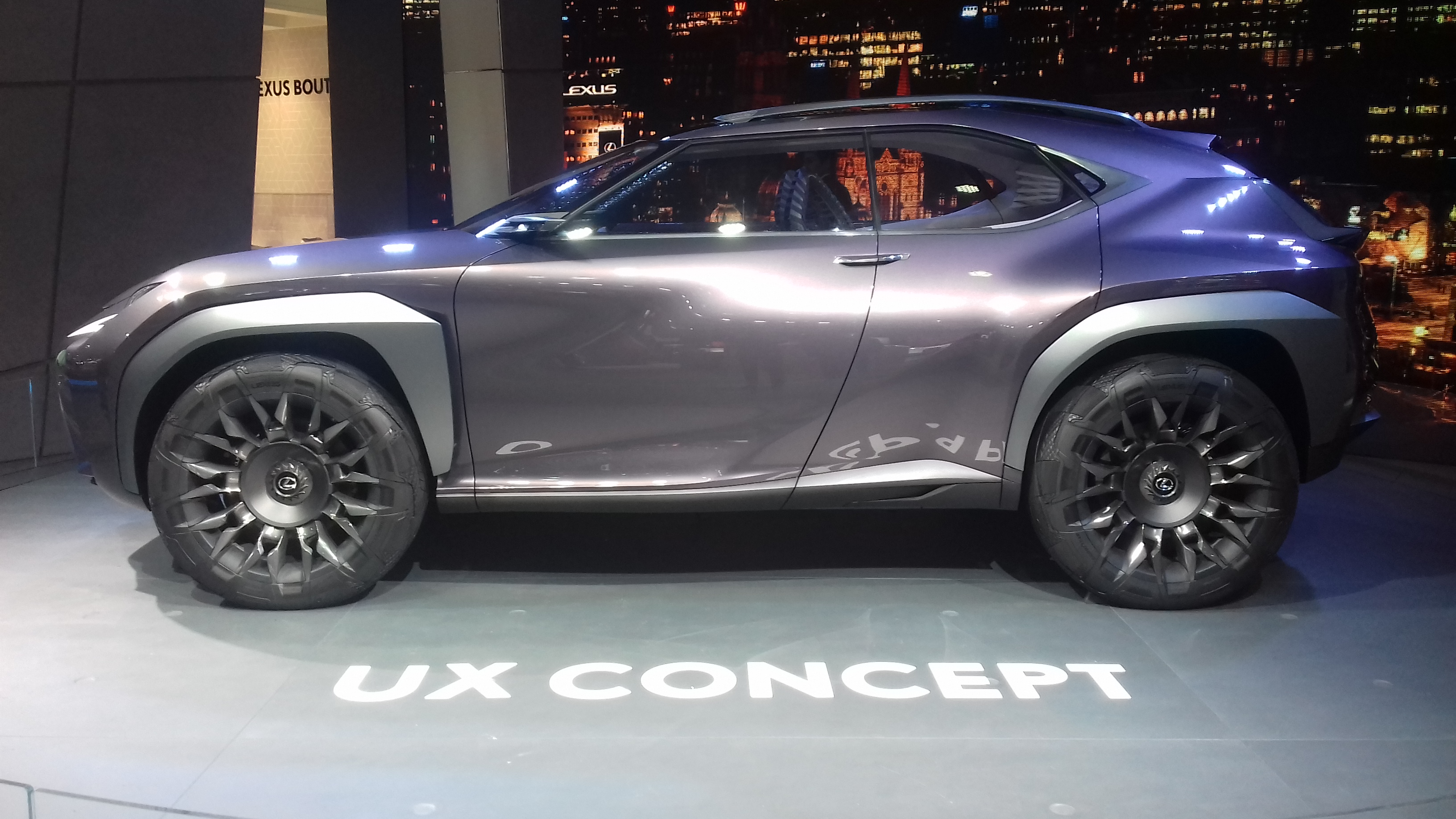
UX Concept

2016年9月29日
2016年パリモーターショーにおいて、レクサスのコンパクトクロスオーバーの将来像を示すコンセプトカー「UX Concept」を世界初公開。
2018年2月27日
新型コンパクトクロスオーバー「レクサスUX」のデザインを公開。
2018年3月6日
2018年ジュネーブモーターショーにおいて「レクサスUX」を世界初披露。同時に、日本では2018年冬頃に発売する予定、と発表。
2018年11月27日
「レクサスUX」を発売。
ラインアップは、直列4気筒2.0Lエンジンを搭載する「UX200」（2WDのみ）、直列4気筒2.0Lハイブリッドシステムを搭載する「UX250h」（2WD/AWDを選択可能）の2タイプ。双方ともに「標準仕様」・「version C」・「F SPORT」・「version L」の4種の仕様を設定。
2020年1月9日
特別仕様車「Blue Edition」の設定が発表された（2月3日発売）。
「UX200」をベースに、専用内装色としてコバルト&ブラックが採用されたほか、ルーフレール、ハンズフリーバックドア（挟み込み防止機構・停止位置メモリー機能付）、パーキングサポートブレーキ（静止物に対応）を特別装備。外観はダークメタリック塗装の17インチエアロベンチレーティングアルミホイールやLEDフロントフォグランプ&LEDコーナリングランプが採用され、内装は和紙調シボ/コバルトのインストルメントパネル、ブラックのファブリックシートを採用し、オーナメントパネルにヘアライン加飾を施し、LEXUSロゴ付のスカッフプレートが装備された。
なお、UX200も仕様変更され、ラゲッジスペースを拡大して最大荷室容量310L（アンダーデッキを含む）を確保したローデッキタイプが標準設定された。
2020年4月2日
特別仕様車「Brown Edition」が発売された。
「UX250h"version C"」をベースに、専用内装色としてインストルメントパネルに和紙調シボ/ノーブルブラウンを配した「ノーブルブラウン&オーカー」、「ノーブルブラウン&ブラック」の2種類を設定し、ヘアライン加飾を施したオーナメントパネルやLEXUSロゴ付スカッフプレートを装備。外観はダークグレーメタリック塗装の17インチエアロベンチレーティングアルミホイールが装備された。さらに、パノラミックビューモニター、ブラインドスポットモニター（BSM）、パーキングサポートブレーキ（PKSB、静止物+後方接近車両）、ハンズフリーパワーバックドア（挟み込み防止機構・停止位置メモリー機能付）も特別装備された。ボディカラーは「アンバークリスタルシャイン」を含む5色が設定される。
2020年10月1日
一部改良、並びに特別仕様車「Urban Elegance」が発売された。
一部改良では、静止物に対応したPKSBが全車に標準装備化されたほか、マルチメディアシステムがSmartDeviceLink、Apple CarPlay、Android Autoに対応。従来は「F SPORT」のみだったパドルシフトを「version L」や「version C」にも拡大して装備。全車にはデッキボードが標準装備され、上下2段階で使用可能となった。
特別仕様車は「UX200"version C"」と「UX250h"version C"」をベースに、専用内装色として、リッチクリーム&ブルーとブラック&ブルーの2色が設定され、アームレストやドアトリムにはブルーのアクセントカラーが施された。外観はメッシュタイプのスピンドルグリル、ドアミラー、ルーフレール、アルミホイールにブラック塗装（スピンドルグリルのフレームは漆黒メッキ、アルミホイールのナットはブラックナット）が施された。機能面ではパノラミックビューモニター、BSM、ハンズフリーバックドア（挟み込み防止機構・停止位置メモリー機能付）が特別装備され、PKSBは後方接近車両にも対応した。
2020年10月22日
レクサスで初となるEV市販モデル「UX300e」が発表された。
バッテリーパックは車両の重心をヒップポイントに近づけ、遮音壁としての役割を果たすため床下に配置され、路面からの衝撃軽減やキャビン全体の向上を図るため、井桁形状の鉄鋼製アンダーフレーム上に搭載。また、連結点の剛性向上のため、フロントのサイドメンバー間をクロスメンバーでつなぎ、ステアリングギアボックスにブレースを追加し、ギヤボックスの両側をボディに固定。リアエンドに大断面アルミ製バンパーリインフォースとヤマハ発動機の「パフォーマンスダンパー」を専用チューニングを施した上で採用した。また、加速時に過度な車両ピッチ挙動を抑制する為アクセレレーションピッチコントロールが採用され、減速時にはモーター回生ブレーキと油圧ブレーキの2種類のブレーキの制動力を協調させるとともに、パドルシフトにより減速度を4段階から選択可能にすることでガソリン車のエンジンブレーキと同じ減速操作を可能にするとともに、アクティブサウンドコントロール（ASC）も採用された。
充電ポートは右に普通充電用、左に急速充電用の2ヶ所のポートを設け、充電リッドをプッシュオープン式とし、充電インレットを照らす照明を設けた。エアコンは電気式水加熱ヒーターと内外気2層制御で構成されたEV専用システムが採用され、シートヒーターとの協調制御や駆動用電池を冷却する電池冷却システムも設定された。充電コネクターを接続した際に外部電源によりエアコンやオーディオなどの電装品を使用可能にしたほか、信頼性を高めるため、バッテリーに温度調節機能を備え、過充電防止システムや多重監視のセーフネットが採用された。
ラインナップは「version C」と「version L」の2種類を設定。2020年度分は135台の限定販売となり、公式Webサイト上で同年11月4日まで商談申込みの受付を行い、当選者には指定された販売店から連絡の上、商談を開始する販売方法がとられる。
2021年8月19日
一部改良並びに特別仕様車「F SPORT Style Blue」・「Elegant Black」が発売された。
一部改良では、従来から設定されていた「ナノイー」を「ナノイーX」に変更するとともに、「UX250h」は従来寒冷地仕様の装備だったPTC[補助]ヒーターを標準化。「UX300e」はフロントセンターコンソールボックス後部の充電用USBをType-AからType-Cに変更された。
特別仕様車は、「F SPORT Style Blue」は「UX200"F SPORT"」及び「UX250h"F SPORT"」が、「Elegant Black」は「UX250h"version C"」がそれぞれベースとなっている。共通で、運転席と助手席にベンチレーション機能とヒーターが設定され、ヘッドランプやドアミラーにはブラック塗装が施され、フェンダーアーチモールはボディカラー同色のカラードとした。さらに、パノラミックビューモニター、ブラインドスポットモニター、パーキングサポートブレーキ（静止物+後方接近車両）も特別装備され、予防安全機能も強化されている。
「F SPORT Style Blue」はシートカラーにブラック&ブルーアクセント・ブルーステッチが設定され、ステアリング・シートベルト・アームレスト・ドアトリムにブルーのアクセントカラーが施され、シフトブーツやインストルメントパネルにブルーステッチがあしなわれた。外観では、ボディカラーとしてソニッククロムが新たに設定され、アルミホイールは切削光輝+ブラック塗装+ブラックナット仕様とした。
「Elegant Black」は内装はシート・インストルメントパネル・ステアリング・シフトブーツにブロンズステッチが施された。外観はスピンドルグリルに漆黒メッキモール、グリルインナーとアルミホイールにブラック塗装がそれぞれ施された。機能面では、ハンズフリーパワーバックドア（挟み込み防止機能・停止位置メモリー機能付）も標準装備された。
2022年7月7日
マイナーチェンジ及び特別仕様車「F SPORT Emotional Explorer」・「Graceful Explorer」が発売された。
マイナーチェンジでは、サイドドアやバックドア周辺のボディ開口部のスポット溶接打点を計20点追加されたことでボディ剛性が向上され、EPSやアブソーバーの再適合も行われた。タイヤはブリヂストン製の18インチランフラットタイヤを新規開発するとともに、「version L」はノーマルタイヤに変更し、ランフラットタイヤをメーカーオプション設定とした。「F SPORT」はヤマハ発動機の「パフォーマンスダンパー」とAVSを標準設定するとともに、ステアリングギアにブレースを追加。内装ではアルミ製のフットレストとスカッフプレートを新たに設定した。
「Lexus Safety System +」は機能拡充が行われ、単眼カメラとミリ波レーダーの性能向上により「プリクラッシュセーフティ」は交差点右折前に前方から来る対向直進車や右左折時に前方からくる横断歩行者の検知が可能となり、ドライバーの操舵をきっかけに車線内で操舵をアシストする緊急時操舵支援などの機能を追加。高度運転支援機能「レーントレーシングアシスト（LTA）」は車線認識にAI技術を活用することで支援範囲を拡大。「レーダークルーズコントロール（全車速追従機能付）」はカーブの大きさなどに合わせてあらかじめ減速するカーブ速度抑制機能を追加し、LTA制御中にドライバーの無反応状態が継続した場合、音・表示・緩減速による警告でドライバーに操作を促し、ハザードとホーンで車外に異常を報知しながら自車線内に減速停車し、停車後はドア解錠やヘルプネット自動接続による救命要請を行うドライバー異常時対応システムも追加された。
専用のアプリをあらかじめインストールしたスマートフォンからドアのロック/アンロックを可能にするほか、スマートフォンを携帯した状態でスタートスイッチを押すことでエンジンスタートも可能なデジタルキーが追加され、パノラミックビューモニターには過去に撮影した路面の映像を車両直下に合成表示して車両下方の路面状況やタイヤ位置の把握を補助する床下透過表示機能が追加された。
マルチメディアシステムやコネクテッドサービスが刷新され、大型化・高解像度化された12.3インチタッチディスプレイを全車標準設定とし、「G-Link」機能を大幅に拡充したほか、タッチディスプレイ化によりインパネやコンソール周辺の形状やスイッチレイアウトが最適化され、スイッチ類をインパネセンターからコンソール上部に移動し、空いたコンソール前方に充電用USBコネクタ（Type-C）を2個設置された。OTAソフトウェアアップデート機能が追加され、DCMの無線通信でソフトウェアの更新（機能改善・性能向上・新機能の追加）が可能となった。
ボディカラーにはソニックイリジウムが追加されたほか、特別仕様車「F SPORT Style Blue」に専用設定されていたソニッククロムがカタログカラーに昇格する形で設定された。
「F SPORT Emotional Explorer」は「F SPORT」をベースに、外観はブラックカラーと組み合わせた2トーンカラーが設定され、アルミホイールを切削光輝+ブラック塗装+ブラックナットに、ドアミラーをブラック塗装に変更。内装はブラックを基調にフレアレッドのアクセントが施された。「Graceful Explorer」は「version C」をベースに、内装はシート・ドアトリム・アームレストに専用カラーのモーヴを設定し、外観はスピンドルグリル・ヘッドランプ・アルミホイールにシルバーのアクセントが施された。併せて、ハンズフリーパワーバックドア（挟み込み防止機能・停止位置メモリー機能付）を標準設定とした。そのほか、2モデル共通でフェンダーアーチモールをボディカラー同色としたほか、運転席・助手席にベンチレーション機能&ヒーターが標準設定となり、前述した床下透過表示機能付パノラミックビューモニター、ブラインドスポットモニター（BSM）、パーキングサポートブレーキ（PKSB、前後方静止物+後方接近車両）も標準設定された。
2023年3月30日
UX300eを一部改良。
電池パックを改良型に換装。電池容量が72.8kWhに増強され、航続距離が向上した。専用機器と接続することで充電だけでなくクルマから家への電気の供給を可能にするV2Hに対応した。
UX200・UX250hの2022年7月マイナーチェンジモデル同様にスポット溶接打点の追加によるボディ剛性の向上、「Lexus Safety System +」の機能拡充、デジタルキーの追加、パノラミックビューモニターの改良、ディスプレイの大型化・高解像度化・タッチディスプレイ化、インパネ及びコンソール周辺の形状やスイッチレイアウトの最適化、マルチメディアシステムやコネクテッドサービスの刷新も行われた。
2023年12月19日
改良を発表。
ハイブリッド車は、モーターの換装による高出力・高トルク化とバッテリーをリチウムイオンに変更した第5世代ハイブリッドシステムとなり、名称をUX250hからUX300hへ改名。
EVのUX300eは駆動用電池にクーラーとヒーターを搭載し、走行と急速充電を繰り返しても電池の上限温度に達しないようにしたり、外気温が下がる冬場などでも素早く満充電になるようにバッテリーの温度制御を行うことで充電性能や電池寿命の確保、充電時間が短縮された。
共通で、走行性能ではラジエーターサポートブレースやロアバックパネル下端のガゼットが追加されるとともに、ボディ制振材や遮音材の配置が適正化された。
なお、今回の改良によりガソリン車のUX200が廃止され、全車が電動化された。
2024年10月30日
特別仕様車「F SPORT Emotional Explorer」と「Graceful Explorer」が再発売された。
2022年7月に発売されたモデルの第2弾として再設定されたもので、ベースモデルがUX300hに変更された点以外、主な特別装備内容は2022年7月発売モデルに準じる。

## 車名の由来
- 「都会派クロスオーバー」を意味する「Urban Cross（＝X）over」[20]、開発コンセプトである「Creative Urban Ex（＝X）plorer」からとったもの[21]。